# Erich Deuser

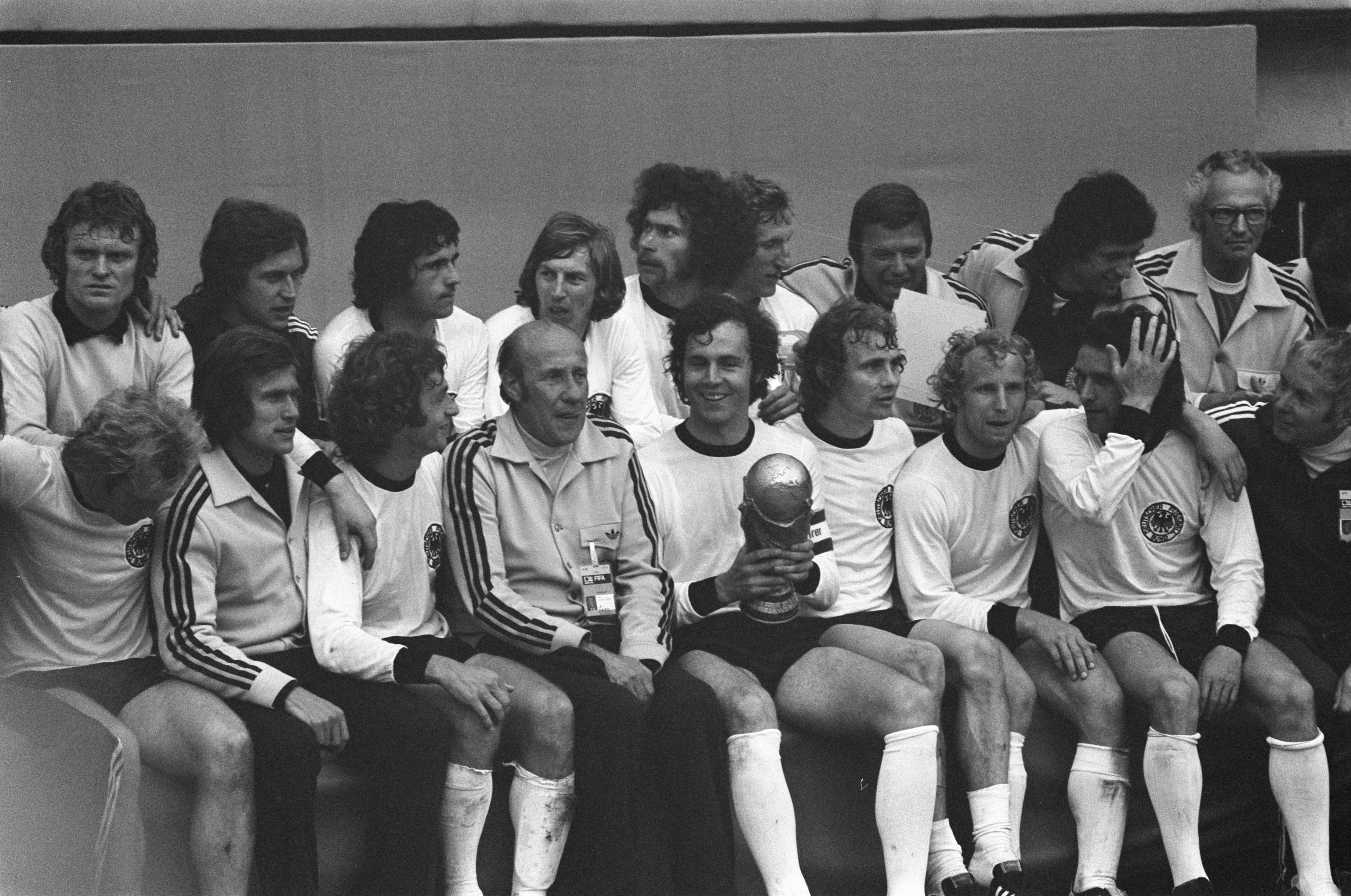
Erich Deuser (derecha, fila inferior) con la selección alemana después de ganar la Copa del Mundo de 1974 en Munich.

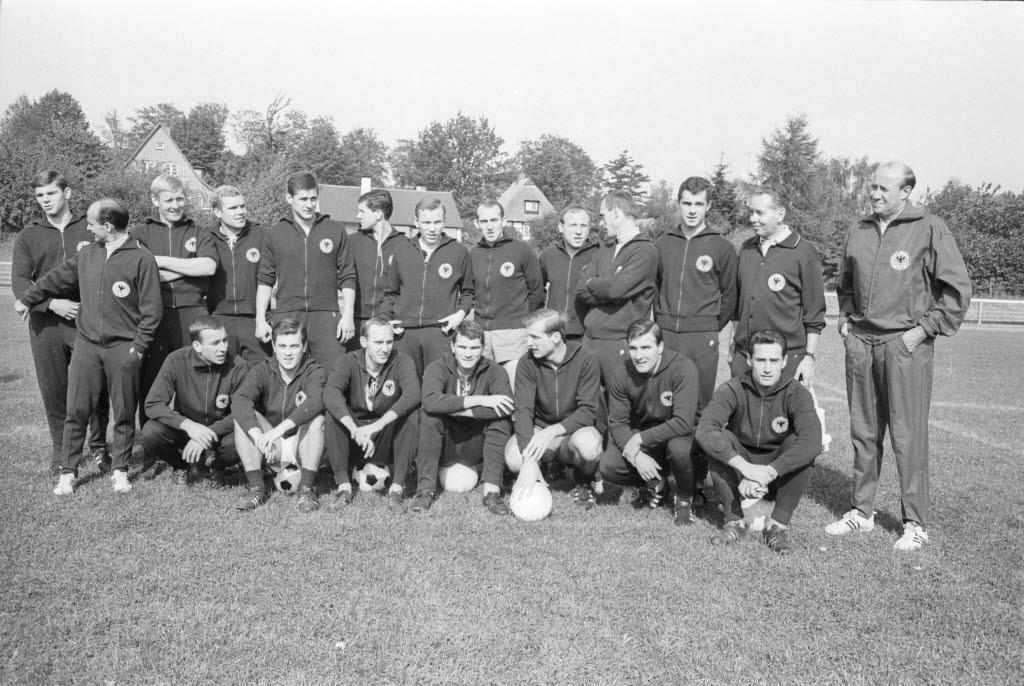
Erich Deuser (segundo desde la derecha, fila superior) con la selección alemana en el campo de entrenamiento de la escuela deportiva Malente (1965)

Erich Deuser (Düsseldorf, 2 de julio de 1910-Düsseldorf, 29 de junio de 1993) fue un fisioterapeuta alemán.

## Biografía
Obtuvo su diploma estatal como masajista en 1931. En este puesto, trabajó inicialmente en Fortuna Düsseldorf . En 1951, Sepp Herberger lo llevó a la selección alemana de fútbol, para la que trabajó hasta 1982. También se ocupó de atletas de diversas asociaciones en los Juegos Olímpicos de 1952 a 1976. En la final de la Copa del Mundo de 1970, Deuser pasó a la historia de los Mundiales de futbol cuando fue el primero (en la Copa del Mundo de 1970) en ver la tarjeta roja introducida para este torneo por una expulsión de campo cuando estaba jugando con la selección alemana contra Perú: sin el permiso del árbitro caminó al terreno de juego para recibir tratamiento por lesiones.
Entre 1968 y 1979, después de que ocupó un puesto de profesor permanente de 1963 a 1968, dirigió repetidamente cursos de fisioterapia deportiva en el país y en el extranjero. También escribió numerosos libros sobre temas de salud. Sus libros se distribuyeron en otros países. También aparecieron en revistas y periódicos varios cientos de ensayos y tratados de ciencias del deporte.
Fue uno de los pioneros en el uso de bandas elásticas en entrenamiento y rehabilitación. La Deuser-Band, desarrollada por el fabricante de Hildesheim Heinrich Deike y patentada con la patente nº 1949617, lleva su nombre. Una calle de Colonia lleva su nombre.

## Obras
- Encajar de nuevo rápidamente. La cartilla de Deuser para deportistas sanos y lesionados. Bintz-Dohany, Fráncfort del Meno 1962.
- Salud sin inyecciones y pastillas. Editorial de salud e higiene, Memmingen 1970.
- El bastón de masaje japonés. Método y experiencia. Fitness Vertrieb, Olpe 1971.
- La salud del deportista. Del ocio al deporte de competición. Econ-Verlag, Düsseldorf / Viena 1977, ISBN 3-430-12067-5 .
- Guía de salud de Deuser. Un asesor de Econ. Econ-Verlag, Düsseldorf / Viena 1978, ISBN 3-430-12066-7 .
- Atractivo y saludable gracias al cuidado natural del cuerpo. Econ-Verlag, Düsseldorf / Viena 1981, ISBN 3-430-12062-4 .